# スティーヴ・カミングス
スティーヴン・フィリップ・"スティーヴ"・カミングズ(Stephen Philip "Steve" Cummings、1981年3月19日 - ）は、イングランド、クラッターブリッジ出身の自転車競技選手。

## 経歴
トラックレースからレースキャリアをスタートさせる。
2004年、アテネオリンピックの団体追抜において、イギリスチームの銀メダル獲得に貢献。
2005年、ラントバウクレディット・コルナゴと契約を結んでプロに転向。トラックレース世界選手権・団体追抜優勝メンバーとなった。コモンウェルスゲームズ・団体追抜では、イングランドチームの一員として優勝に貢献。
2007年、ディスカバリーチャンネルに移籍したことを契機に、ロードレース主体の活動へとシフト。ジロ・デ・イタリア初出場、総合110位。同年シーズン限りでディスカバリーチャンネルは解散。
2008年、バルロワールドに移籍。北京オリンピック・個人タイムトライアル(ITT)では、11位に入った。
2010年、チーム・スカイへ移籍。
2012年、BMC・レーシングチームに移籍。
2015年、MTN・クベカ（現チーム・ディメンションデータ）に移籍。
2019年シーズンを以て現役を引退した。
2021年シーズンより古巣の後継チームにあたるイネオス・グレナディアスのアシスタント・スポーツディレクターを務める。

## 主な戦績

### 2006年
- トロフェオ・ライグエーリア　2位

### 2008年
- ジロ・デッラ・プロヴィンチャ・ディ・レッジョ・カラブリア　区間1勝(第2S)、総合2位
- デンマーク一周　総合2位
- ツアー・オブ・ブリテン　総合2位
- コッパ・ベルノッキ　優勝

### 2011年
- ヴォルタ・アン・アルガルヴェ　区間1勝(第3S)
- ツアー・オブ・ブリテン　総合2位

### 2012年
- ブエルタ・ア・エスパーニャ　区間優勝(第13ステージ)
- ツアー・オブ・北京　区間優勝(第5ステージ)

### 2014年
- ツール・メディテラネアン　総合優勝、区間1勝

### 2015年
- ツール・ド・フランス　区間1勝(第14）

### 2016年
- ティレーノ〜アドリアティコ　区間優勝(第4ステージ)
- ブエルタ・アル・パイスバスコ　区間優勝(第3ステージ)

- クリテリウム・ドゥ・ドーフィネ　区間優勝(第7ステージ)
- ツール・ド・フランス　区間優勝(第7ステージ)

### 2017年
- イギリス選手権　優勝（ロードレース、個人タイムトライアル）
- ジロ・デル・トスカーナ　区間優勝（第1ステージ）